# レオニード・デルカッチ
レオニード・ヴァシーリョヴィチ・デルカッチ（ウクライナ語:Леонiд Васильович Деркачレオニード・ヴァスィーリョヴィチュ・デルカーチュ、1939年7月19日 - ）は、ウクライナの政治家。ソ連国家保安委員会（KGB）出身のシロヴィキ。元ウクライナ保安庁（SBU）長官。ウクライナ上級大将。元大統領レオニード・クチマとは、長期間ドニエプロペトロフスク州で一緒に働き、彼の側近の1人と考えられていた。

## 概要
ドニエプロペトロフスク出身。1970年、機械技師専攻でドニエプロペトロフスク国立大学物理工学部を卒業。ミサイルを製造する生産公団「ピヴデマシュ」で働き、パヴログラード機械工場の副所長。
1972年3月からウクライナ・ソビエト社会主義共和国KGBドニエプロペトロフスク州局で働き、1973年、ソ連KGB高等課程を卒業。パヴログラード課長、州副局長を歴任。1992年12月からウクライナ国家情報保護問題庁長官。1994年8月からSBU第一次官。1995年7月～1996年11月、国家関税委員会議長。1996年11月～1998年4月、国家関税庁長官。1998年4月～2001年2月、SBU長官。「カセット事件」及び「ゴンガゼ事件」と関連して罷免。
2002年3月の議会選挙において、「統一ウクライナのために」ブロックから出馬し、当選。

## パーソナル
息子のアンドレイ・デルカッチはビジネスマンで、「労働ウクライナ」党の指導者の1人である。